# Golubić (Knin)
Golubić je naselje u sastavu Grada Knina, u Šibensko-kninskoj županiji. Nalazi se 5 kilometara sjeverno od Knina. 

## Povijest
Tijekom velikosrpske agresije Golubić je bio pod srpskom okupacijom. Ondje je početkom agresije pod vodstvom srbijanskog Ministarstva unutarnjih poslova, odnosno Dragana Vasiljkovića osnovan centar za obuku pripadnika tzv. Knindži, srpske paravojne formacije koja je počinila mnogobrojne ratne zločine nad hrvatskim civilima i vojnicima. U sklopu centra djelovao je i logor u kojem su zarobljeni Hrvati bili izloženi teškim zlostavljanjima i mučenjima. Prema svjedočenju Ivana Šanteka, hrvatskog policajca zarobljenog nakon srpskog napada na policijsku postaju u Glini, hrvatski zarobljenici u logoru Golubić mučeni su spajanjem na struju od 220 volti, tijekom čega su morali stajati na mokroj krpi, a pripadnici srpskih formacija tukli su ih letvama i nogama.

## Gospodarstvo
U blizini naselja nalazi se istoimena hidroelektrana na Butižnici. 

## Stanovništvo
Prema popisu iz 2011. godine naselje je imalo 1.029 stanovnika.
| broj stanovnika | 1578  | 1667  | 1510  | 1707  | 1878  | 2020  | 1879  | 2272  | 2242  | 2405  | 2243  | 1885  | 1617  | 1424  | 654   | 1029  | 654   |
|                 | 1857. | 1869. | 1880. | 1890. | 1900. | 1910. | 1921. | 1931. | 1948. | 1953. | 1961. | 1971. | 1981. | 1991. | 2001. | 2011. | 2021. |